# Berta Piñán
Berta Piñán Suárez (Caño, Cangas de Onís, 26 de marzo de 1963) es escritora española, profesora de Lengua Castellana y Literatura, miembro de número de la Academia de la Lengua Asturiana y entre 2019 y 2023 Consejera de Cultura, Política Llingüística y Turismo del Principado de Asturias.

## Biografía
Estudió en el Instituto de Cangas de Onís centro al que años más tarde regresó como profesora. A los 17 años inició su formación en la Universidad de Oviedo donde se licenció en Filología Hispánica. 
Durante su época universitaria en la Facultad de Letras entró en contacto con otros jóvenes escritores como Xuan Bello y Antón García con quienes fundó en 1986 la revista de literatura Adréi, que codirigió hasta 1992. Son años en los que frecuentó la tertulia literaria Oliver de José Luis García Martín y empezó también a publicar en la revista de la Academia de la Llingua Asturiana, Lletres Asturianes y Suplementos del Norte.
En 1985 gana el Premio de Poesía de la Academia de la Lengua Asturiana con la obra Al abellu les besties que será publicada en 1986. Entre su obra poética destaca también Vida privada con la que ganó el premio de mayor prestigio de poesía en Asturias, el Premio Teodoro Cuesta (1991). Le seguirán la publicación de Temporada de pesca (Trabe, 1998), Un mes (Trabe, 2003) y Noches de incendio (1985-2002) (Trea, 2005), con una selección bilingüe de sus poemas. En 2008 la editorial valenciana Denes presenta la antología en catalán Un mes i altres poemes (traducida por Jaume Subirana). En 2010 Piñán publica su poemario La mancadura / El daño (2010).
Ha traducido al asturiano obras de John Christopher (Les montañes blanques) y Giusseppe Ungaretti (Ventidós poemes) y tiene varios ensayos como Notes de sociollingüística asturiana (Llibros del Pexe, 1991) o Alfaya (1989).
Comprometida con el feminismo, Piñán publica en 2003 Tres sieglos construyendo la igualdá. ¿Qué ye'l feminismu? (Ámbitu) donde cuenta la historia del feminismo para un público adolescente, con ilustraciones de Pablo Amargo (Premio Nacional de Ilustración), libro dedicado a su hija adoptiva.
En 2004 en la ceremonia de entrega de los Premios Príncipe de Asturias del 2004 el entonces príncipe Felipe, en la clausura de los mismos, unos versos del poema "Una casa" del libro Un mes (2003) de Berta Piñán para destacar el trabajo realizado durante 20 años por la Fundación y subrayar el papel que en un futuro jugaría su esposa Letizia Ortiz "en el cuidado de ese árbol".

"Llevantar una casa que seya como/un árbol, como Dafne crecer peles/sos rames, sentir les estaciones, la fueya/nuevo después de la ivernera, les frutes primeres/del veranu. Una casa que seya como un árbol/qu'aguante los rellampos, qu'escample/la pedrisca, qu'espante lloñe la ventolera xélido/del tiempu." 

En 2005 Piñán publica La maleta al agua, una colección de relatos cortos y dos poemas que tienen como nexo temático la realidad de la emigración. 
En su obra narrativa también ha destacado la literatura infantil Lula, Lulina en Trabe (1996) su primer trabajo, o Arroz, agua y maíz Pintar-Pintar (2009) un poemario social para la infancia en el que cuenta en 20 poesías 20 historias de niños de diferentes países, ganadora del "Premio María Josefa Canellada" de Literatura Infantil y Juvenil en asturiano en 2008. En 2008 y 2009 recibió el Premio a la Crítica de Asturias otorgado por la Asociación de Escritores de Asturias, en la modalidad de Literatura Infantil y Juvenil en asturiano con Les coses que-y presten a Fran (2008) y L’estranxeru (2009) y en 2012 el premio Críticu de les Lletres Asturianes con La mio hermana ye una mofeta.
Desde 2005 a 2011 fue miembro del jurado del Premio Príncipe de Asturias de las Letras.
Implicada en el movimiento por la oficialidad de la lengua asturiana, en noviembre de 2007 participó en una marcha convocada por el Conceyu Abiertu pola Oficialidá y junto al cantante José Ángel Hevia dio lectura al comunicado al final de la manifestación.
El 9 de mayo de 2008 tomó posesión como miembro de número de la Academia de la Llingua Asturiana.
En paralelo a su creación literaria Piñán se dedica a la docencia. Ha trabajado como profesora de lengua y literatura en educación secundaria en varios institutos en Asturias y en Madrid donde trasladó su residencia para trabajar en el Instituto Carmen Conde de Las Rozas de Madrid.[cita requerida] Colabora con reseñas en la prensa y publicaciones literarias y trabaja sobre teoría y práctica de la escritura creativa.

### Carrera política
El 25 de julio de 2019 fue nombrada consejera de Cultura, Política Llingüística y Turismo del Principado de Asturias en el primer gobierno del socialista asturiano Adrián Barbón. Fue cesada de su cargo el 1 de agosto de 2023. Gran parte de sus competencias fueron transferidas la viceconsejería de Cultura, Política Lingüística y Deportes, siendo Vanessa Gutiérrez su sucesora.

#### Obligación de usar el castellano
El 1 de octubre de 2019, en la que era su primera intervención como consejera en la Comisión de Cultura, Política Lingüística y Turismo, al iniciar su exposición en asturiano, fue interrumpida por la portavoz del grupo del PP en la comisión, Gloria García, quien alegó no tener dominio suficiente del idioma, pese a que meses atrás había leído en el pleno un poema en asturiano de la misma Consejera y el portavoz de VOX, Ignacio Blanco que pidió que la intervención se realizara en una lengua que pudieran entender todos los asistentes, "como el inglés".
Esta situación motivó que los letrados de la cámara, recomendaran el uso del castellano y la mesa de la Junta General solicitara a la Consejera que se expresara en castellano, situación que la misma calificó de "humillante".

## Obra
Berta Piñán y Xuan Bello son considerados los principales representantes en el ámbito de la poesía de la segunda generación del Surdimientu, un movimiento que intenta recuperar y dignificar el asturiano como lengua de cultura. Su obra entronca con la tradición literaria asturiana eminentemente poética. 
Su obra ha sido recogida en varias antologías, la Antoloxía poética del Surdimientu (1989) de Xosé Bolado, Nórdica, ultima poesía en asturiano (1994) de José Ángel Cilleruelo, Las muyeres y los díes de la poesía contemporánea asturiana (1995) de Leopoldo Sánchez Torre y la Antoloxía de muyeres poetes asturianes s.XX de Helena Trejo (2004).

### Poesía
- 1986 Al abellu les besties (Academia de la Llingua Asturiana)
- 1991 Vida privada
- 1998 Temporada de pesca (Ed. Trabe)
- 2002 Un mes (Ed. Trabe)
- 2005 Noches de incendio (1985-2002) (Ediciones Trea). Bilingüe. Antología de poemas
- 2008 Un mes i altres poemes (Denes. Edicions de la Guerra). Traducción al catalán
- 2010 La mancadura / El daño (Ediciones Trea). Bilingüe

### Prosa
- 1995 Muyeres que cuenten Antología de narrativa escrita por mujeres con María Teresa González, Carme Martínez, Esther Prieto, Lourdes Álvarez, Consuelo Vega, Berta Piñán y Maite G. Iglesias Ed. Trabe
- 1996 La tierra entero, traducido al castellano en 1998 como "Toda la tierra" Varias ediciones.
- 2003 Antoloxía del cuentu triste con Xuan Bello y Roberto González-Quevedo Publicaciones Ambitu
- 2005 La maleta al agua Ed.Publicaciones Ámbitu
- 2007 En casa ayena Ed. Ateneo Obrero de Gijón
- 2008 Textos literarios y contextos escolares con Agustín Fernández Paz, Juan Mata, Guadalupe Jover, Gustavo Bombini, Víctor Moreno, Manuel Rivas, Gonzalo Moure, Atxa. Ed. Grao

### Infantil y juvenil
- 1996 Luna lunila de Berta Piñán con ilustraciones de Carmen Peña.
- 2005 El branu de Mirtya Ed.Publicaciones Ámbitu
- 2007 Las cosas que le gustan a Fran Hotel Papel Ediciones. Traducido en 2011 al asturiano Les coses que-y presten a Fran
- 2007 El extranjero Hotel Papel Ediciones (Literatura infantil) L'estranger catalán, Estranxeru (2009) Ed. Trabe
- 2009 Agua, arroz y maíz con ilustraciones de Elena Fernández. Editorial Pintar, pintar
- 2011 Mi hermana es una mofeta (La mio hermana ye una mofeta) con ilustraciones de Francesca Assirelli Ed. Pintar Pintar Comunicación en castellano y asturiano

### Ensayos
- 1991 Notes de Sociollingüistica Asturiana (Ed. Llibros del Pexes)
- 1989 Alfaya con Xuan Bello Fernández (Material Didáctico)
- 2003 Tres sieglos construyendo la igualdá Publicaciones Ámbitu. (Tres siglos construyendo la igualdad. ¿Qué es el feminismo?) en castellano (2004) con ilustraciones de Pablo Amargo

## Premios
- 1985 Premio de Poesía de la Academia de la Lengua Asturiana con la obra Al abellu les besties
- 1991 Premio de Poesía Teodoro Cuesta con Vida Privada
- 1995 Premio de Narraciones Trabe con La tierra entero
- 2008 Premio de Literatura Infantil y Juvenil María Josefa Canellada con Agua, arroz y maíz'
- 2008 y 2009 Premio de la Crítica de Asturias en la modalidad de Literatura Infantil y Juvenil en asturiano con Les coses que-y presten a Fran (2008) y L’estranxeru (2009)
- 2009 Diploma en los PREMIOS VISUAL de Diseño Editorial con Agua, arroz y maíz
- 2012 Premio Crítico de las Letras Asturianas de la Junta por la Defensa de la Lengua por el trabajo La mio hermana ye una mofeta